# 長原豊
長原 豊（ながはら ゆたか、1952年 - ）は、日本の経済学者、翻訳家。法政大学経済学部名誉教授。

## 概要
富山県生まれ。1977年東京大学農学部農業経済学科卒、1981年同大学院農学系研究科農業経済学専攻博士課程中退、1987年「1930年代日本を中心とした農民組織化の諸問題 現代資本主義における農民組織化史論序説」で農学博士の学位を取得。1981年千葉大学園芸学部助手、1989年助教授、1996年法政大学経済学部教授。2023年定年退職、名誉教授。

## 著書
- 『天皇制国家と農民 合意形成の組織論』（日本経済評論社） 1989
- 『われら瑕疵ある者たち 反「資本」論のために』（青土社） 2008
- 『ヤサグレたちの街頭 瑕疵存在の政治経済学批判 序説』（航思社） 2015
- 『敗北と憶想 戦後日本と〈瑕疵存在の史的唯物論〉』航思社、2019.7

### 共編著
- 『脱原発「異論」』（市田良彦, 王寺賢太, 小泉義之, スガ秀実共著、作品社） 2011
- 『債務共和国の終焉 わたしたちはいつから奴隷になったのか』（市田良彦, 王寺賢太, 小泉義之共著、河出書房新社） 2013
- 『「論争」の文体 日本資本主義と統治装置 (法政大学大原社会問題研究所叢書)ギャヴィン・ウォーカー, 法政大学大原社会問題研究所共編著, ケン・カワシマ [ほか] [執筆]　法政大学出版局、2023.3

### 翻訳
- 『フロイト的身体 精神分析と美学』（レオ・ベルサーニ、青土社） 1999
- 『フロイトと非-ヨーロッパ人』（エドワード・W・サイード、平凡社） 2003
- 『経済学と知 ポスト/モダン・合理性・フェミニズム・贈与』（S・カレンバーグ, J・アマリーリォ, D・ルッチオ編、監訳、御茶の水書房） 2007
- 『ディオニュソスの労働 国家形態批判』（アントニオ・ネグリ, マイケル・ハート、崎山政毅, 酒井隆史共訳、人文書院） 2008
- 『革命の秋(とき) いまあるコミュニズム』（アントニオ・ネグリ、伊吹浩一, 真田満共訳、世界書院） 2010
- 『ヘーゲル変奏 『精神の現象学』をめぐる11章』（フレドリック・ジェイムソン、青土社） 2011
- 『所有と進歩 ブレナー論争』（ロバート・ブレナー、監訳、山家歩, 田﨑愼吾, 沖公祐訳、日本経済評論社） 2013
- アルベルト・トスカーノ『コミュニズムの争異 ネグリとバディウ』航思社、2017.2
- フランソワ・シェネ『不当な債務 いかに金融権力が、負債によって世界を支配しているか?』松本潤一郎共訳, 芳賀健一 解説　作品社、2017.8
- レオ・パニッチ, サム・ギンディン『グローバル資本主義の形成と現在 いかにアメリカは、世界的覇権を構築してきたか』監訳, 芳賀健一, 沖公祐訳　作品社、2018.4

### スラヴォイ・ジジェク
- 『いまだ妖怪は徘徊している!』（スラヴォイ・ジジェク、情況出版） 2000
- 『「テロル」と戦争 〈現実界〉の砂漠へようこそ』（スラヴォイ・ジジェク、青土社） 2003
- 『身体なき器官』（スラヴォイ・ジジェク、河出書房新社） 2004
- 『迫り来る革命 レーニンを繰り返す』（スラヴォイ・ジジェク、岩波書店） 2005
- 『ロベスピエール / 毛沢東 革命とテロル』（・ジジェク、松本潤一郎共訳、河出文庫）　2008
- 『2011 危うく夢見た一年』（スラヴォイ・ジジェク、航思社） 2013
- 『共産主義の理念』（コスタス・ドゥズィーナス, スラヴォイ・ジジェク編、監訳、沖公祐, 比嘉徹徳, 松本潤一郎訳、水声社） 2012

### アラン・バディウ
- 『倫理 〈悪〉の意識についての試論』（アラン・バディウ、松本潤一郎共訳、河出書房新社） 2004
- 『聖パウロ 普遍主義の基礎』（アラン・バディウ、松本潤一郎共訳、河出書房新社） 2004
- 『世紀』（アラン・バディウ、馬場智一, 松本潤一郎共訳、藤原書店） 2008
- 『ワーグナー論』（アラン・バディウ、青土社） 2012